# Urszula Sipińska
Urszula Sipińska (sinh ngày 19 tháng 9 năm 1947) là một ca sĩ, nhạc sĩ, kiến trúc sư và nhà văn và diễn viên người Ba Lan.

## Sự nghiệp
Sipińska tốt nghiệp Khoa Thiết kế Nội thất của PWSSP ở Poznań. Bà ra mắt vào năm 1965 tại Liên hoan bài hát sinh viên ở Kraków và giành giải nhất. Bà còn đạt nhiều giải thưởng và danh hiệu tại các liên hoan ở Opole, Sopot và các liên hoan khác ở Ba Lan và nước ngoài. Bà cũng nhiều lần nhận được danh hiệu "Ca sĩ của năm" trên báo chí, đài phát thanh và truyền hình. Sipińska quyết định từ bỏ sự nghiệp ca hát và trở lại với nghề thiết kế nội thất từ năm 1990.
Sipińska cũng là một nhạc sĩ với hơn 60 bài hát tự sáng tác, và là tác giả của hai cuốn sách Hodowcy lalek (2005) và Gdybym była aniołem. Historie prawdziwe, dziwne, śmieszne (2010).